# Giovanni Minio da Murrovalle
Giovanni Minio da Murrovalle OFM (* um 1250 in Morrovalle, Marken; † August 1312 in Avignon) war ein italienischer Kardinal des 14. Jahrhunderts und Mitglied des Franziskanerordens.

## Leben und Wirken

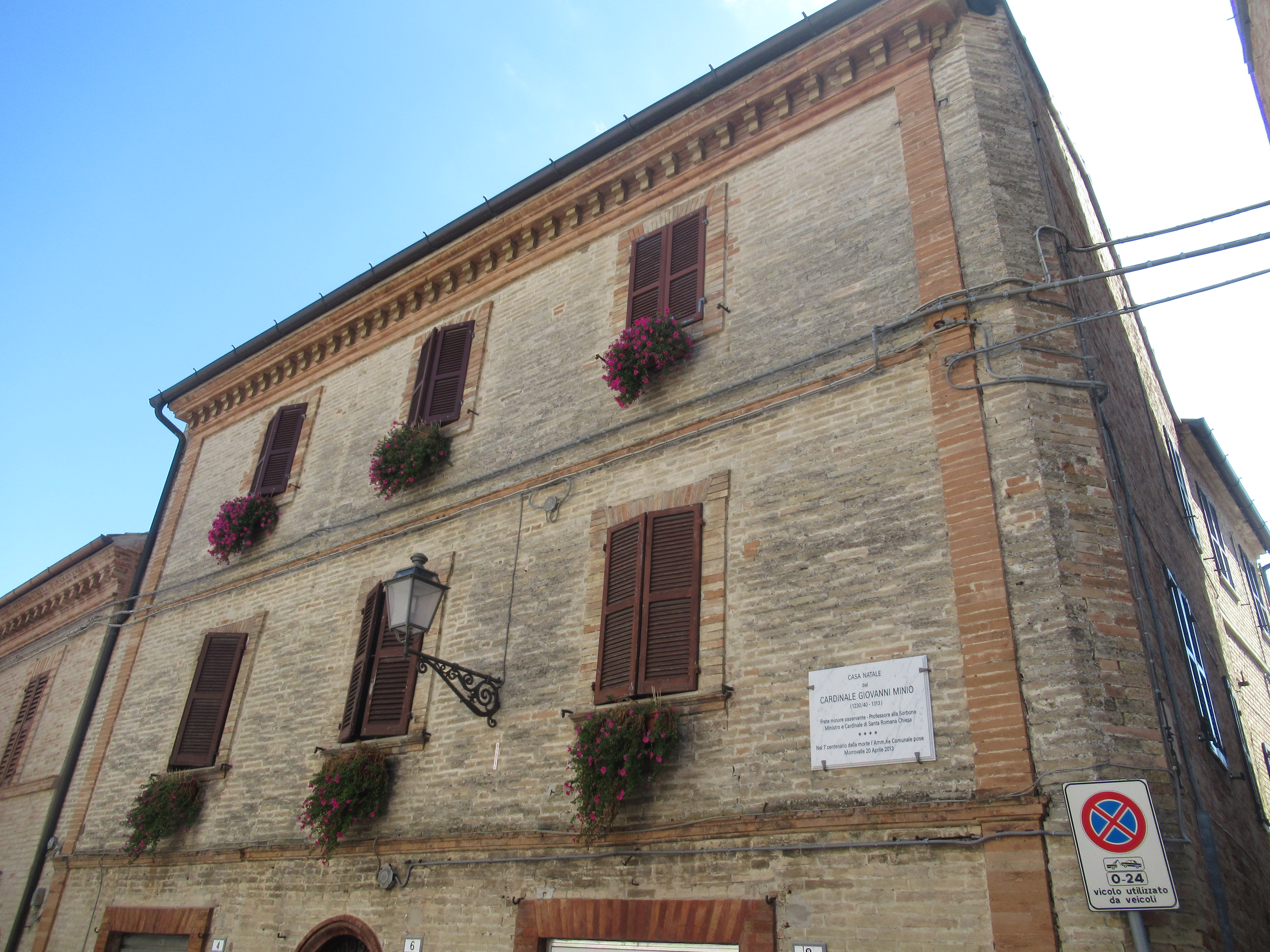
Geburtshaus des Kardinals in Murrovalle

### Namensformen und Herkunft
Sein Name wird in zahlreichen verschiedenen Formen angegeben: neben Giovanni Minio da Murrovalle auch als Giovanni Mincio da Morrovalle, Joannes de Murro, Johannes de Murro. Der Namensbestandteil Mincio oder Minio deutet wohl auf seine Mitgliedschaft im Franziskanerorden (Minoriten) hin.

### Frühe Jahre
Bereits in den 1270er-Jahren Provinzialminister des Franziskanerordens in den Marken, wurde er nach seinem Studium (1280–1289) Lehrer in Paris und 1291 im apostolischen Palast.

### Kirchliche Laufbahn
Als bekannter Theologe wurde er am 16. Mai 1296 zum Generalminister des Franziskanerordens gewählt. Giorgio Vasari zufolge beauftragte er 1296 Giotto, die Franziskus-Fresken in der Oberkirche der Basilika San Francesco in Assisi zu malen. Im Januar 1299 wurde er zusammen mit dem Generalmagister der Dominikaner Niccolò Bocassini, dem späteren Papst Benedikt XI., als Legat zur Vermittlung eines Friedensschlusses zwischen England, Frankreich und Flandern entsandt. Ferner beschäftigte er sich während seiner Amtszeit als Generalminister ausführlich mit den Lehren von Olivi, deren Vereinbarkeit mit der kirchlichen Tradition angezweifelt wurde.
Papst Bonifatius VIII. ernannte ihn am 15. Dezember 1302 zum Kardinalbischof von Porto e Santa Rufina. Er war Teilnehmer am Konklave 1303, an dem Benedikt XI. zum Papst gewählt wurde. Nach dessen Tod nahm er am Konklave 1304–1305 teil, aus dem Clemens V. als Papst hervorging. Am 18. September 1307 wurde er zum Kardinalprotektor der Franziskaner bestellt, und im Jahr 1311 wurde er Kardinaldekan. Von 1311 bis 1312 nahm er am Konzil von Vienne teil. Er verteidigte das Andenken Bonifatius’ VIII. gegen Angriffe durch König Philipp den Schönen von Frankreich.
Er starb im August 1312 in Avignon und wurde in der dortigen Franziskanerkirche beigesetzt.

## Werke
- Kommentar zum Danielbuch
- Zwölf Quaestiones disputatae und ein Quodlibet aus der Pariser Zeit
- Sermones in Sollemnioribus Festivitatibus (keine Handschrift aufzufinden)
- Epistola Encyclica de Reformatione Antiqui Kalendarii
- Inter coelestium insignia (1302)
- Commentario alle Sentenze di Pietro Lombardo (Paris, Bibliothèque nationale, Manuscrits latins, 16407, Zuschreibung umstritten)
- Oratio de potestate Romani pontificis pro Bonifacio VIII defensione (1307)